# Comeback Kid
Comeback Kid ist eine seit 2002 bestehende kanadische Hardcore-Punkband aus Winnipeg.

## Geschichte
Die Band wurde 2001 vom Sänger Scott Wade zusammen mit dem späteren Gitarristen der Band, Andrew Neufeld, gegründet. Anschließend wurde mit Jeremy Hiebert aus Andrews eigentlicher Band, als zweiter Gitarrist, und Cliff Heide und Kyle Profeta für den Bass und das Schlagzeug die Band komplettiert, um schnellen melodiösen Hardcore-Punk zu spielen. 
Nach den ersten Auftritten und den ersten Demos folgte der Vertrag mit dem kalifornischen Label Facedown Records im März 2003. Auf diesem erfolgte dann die Veröffentlichung des ersten Longplayers Turn It Around. Danach war die Gruppe sehr viel auf Tour, unter anderem mit Terror, Throwdown und Every Time I Die.
Das zweite Album Wake the Dead (Victory Records) wurde Ende 2004 aufgenommen. Dort ist aber nicht mehr Cliff am Bass zu hören. Für ihn fand sich mit Kevin Call Ersatz. Vor der Veröffentlichung des Albums waren Comeback Kid bereits wieder auf Tour.
2006 tourten sie mit anderen Hardcore- und Metalcore-Bands, wie etwa Sick of It All, Madball, Walls of Jericho und Terror, im Rahmen der Persistence Tour auch durch Deutschland.
2007 gab Bassist Kevin Call während der Never say die-Tour seinen Ausstieg aus der Band bekannt. Seinen Platz nahm daraufhin Matt Keil († 2025) ein. Im Januar 2012 verließ der Gitarrist Casey Hjelmberg nach sechs Jahren die Band. Stu Ross von der Pop-Punk-Band „Living with Lions“ ersetzt ihn. Im Mai 2014 verließ Schlagzeuger Kyle Profeta die Band, sein Nachfolger wurde Jesse Labovitz.

## Stil
Grob zusammengefasst orientieren sich Comeback Kid am klassischen old-school Hardcore-Punk mit melodischen Gesangseinlagen und Gitarrenriffs, wobei auch gelegentlich new-school-Einflüsse vorhanden sind. Das Gesamtbild als melodische Band der „alten Schule“ wird dadurch aber nicht sonderlich beeinträchtigt.
Textlich verstehen sich Comeback Kid nicht explizit als politische Band, dennoch spielen (links-)politische Themen eine Rolle. Ansonsten geht es in den Texten der Gruppe vor allem um Alltagsgefühle, Trauer und Liebe.

## Diskografie
- 2002: Demo
- 2003: Turn It Around (Facedown Records)
- 2005: Wake the Dead (Victory Records)
- 2007: Broadcasting... (Victory Records)
- 2008: Through the Noise (Livealbum, Victory Records)
- 2010: Symptoms + Cures (Distort Entertainment)
- 2014: Die Knowing (Victory Records)
- 2017: Outsider (Nuclear Blast)
- 2022: Heavy Steps (Nuclear Blast)